# Laca
La laca és una secreció resinosa i translúcida produïda per l'insecte Laccifer lacca, d'on pren el nom, que habita sobre diverses plantes, sobretot a l'Índia i l'est d'Àsia. Aquesta secreció es troba enganxada a les branques de la planta envaïda, i l'insecte hi és tancat durant gairebé tota la seva vida. Una vegada recol·lectada, molta i cuita amb altres resines i minerals, es converteix en goma laca, que es fa servir en vernissos (transparents o acolorits), tints, lacres, adhesius, etc.

## Vernissos a l'alcohol
Es tracta de resines sintètiques o naturals que es dissolen en alcohol i que s'assequen per evaporació ràpida del dissolvent i sovint compten amb un procés de curat que produeix un acabat de duresa, amb un aspecte que va des del brillant al mat. A vegades pot requerir un polit. Les resines que comunament es fan servir són: gomes laques, dammar i sandàraca (resines toves), colofònia i resines formofenòliques. Com solucions s'utilitzen l'alcohol etílic i l'metílic. Són d'assecat ràpid, usant-se per a protegir fustes, panells, etc. aplicant una pel·lícula incolora i brillant.